# Tomas Bryngelsson
Tomas Bryngelsson, född 7 januari 1948 i Kalmar, är en svensk molekylärbiolog, forskare och professor. Han är verksam vid Institutionen för Växtförädling och Bioteknik vid Sveriges lantbruksuniversitet i Alnarp.
År 1972-1982 var han verksam vid Lunds universitet, bland annat som forskare och laboratorieingenjör. År 1982 anställdes han vid SLU i Svalöv, där han utsågs till professor 1999. År 2000 erhöll han en befattning som professor vid SLU i Alnarp. Bryngelsson disputerade 1980 med avhandlingen Deoxyadenylate regions in DNA from normal and neoplastic tissues.
Bryngelsson utsågs till prefekt från 1 januari 2008.